# Ted Whiteaway

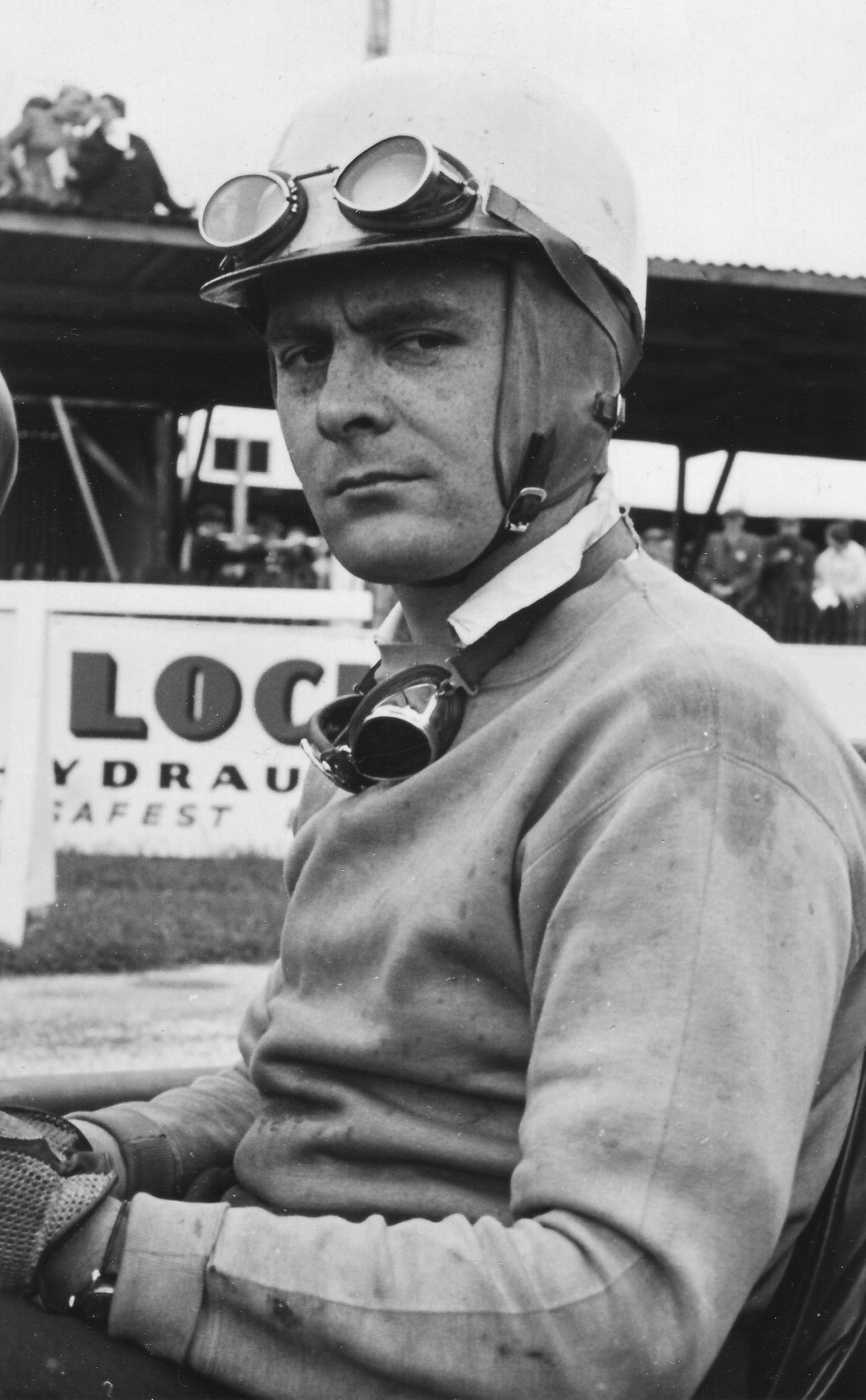

Edward N. (Ted) Whiteaway (Feltham, Middlesex, 1 november 1928 – 18 oktober 1995) was een Brits autocoureur. 
Hij wilde deelnemen aan de Grand Prix van Monaco in 1955 voor het team HWM, maar wist zich niet te kwalificeren en scoorde zo geen punten voor het wereldkampioenschap Formule 1.